# Lockwitzer Straße (Dresden)
Die Lockwitzer Straße ist eine Straße im Dresdner Stadtteil Strehlen. Sie galt zu Beginn des 20. Jahrhunderts als wichtige Geschäftsstraße des Stadtteils. Ein Teil der Bebauung wurde bei der Bombardierung Dresdens 1945 zerstört. Ab 1990 wurden Brachen vor allem nahe dem Wasaplatz neu bebaut und dort neue Geschäfte eröffnet. Erhaltene Altbauten zeichnen sich durch reichen Bauschmuck aus.

## Geschichte
In der zweiten Hälfte des 19. Jahrhunderts wurde Strehlen zu einem Villenvorort Dresdens. Die Villenbebauung entwickelte sich vom Dorfkern um Altstrehlen sowie der Kreischaer, Dohnaer und Mockritzer Straße aus vor allem in östlicher und westlicher Richtung. Größere Wohn- und Geschäftshäuser wurden in geschlossener Bebauung Ende des 19. Jahrhunderts vor allem südlich des Dorfkerns errichtet. Die dabei angelegte Straße wurde Lockwitzer Straße genannt.
Bereits 1883 wurde in Strehlen eine Linie der Dresdner Pferdestraßenbahn in Betrieb genommen, die vom Neumarkt bis zum Wasaplatz verlief und in die Kreischaer Straße mündete. Nach der Elektrifizierung der Bahn im Jahr 1900 wurde die Strecke erweitert – die Bahn befuhr nun vom Wasaplatz ausgehend die Lockwitzer Straße bis zur Höhe Hugo-Bürkner-Straße und wurde später bis nach Reick verlängert. Auch durch den Anschluss an den Straßenbahnverkehr entwickelte sich die Lockwitzer Straße zur wichtigsten Geschäftsstraße Strehlens.
Bei der Bombardierung Dresdens wurden Teile der Bebauung zerstört. Beschädigte Bauten verfielen in den Folgejahren zunehmend und wurden erst nach der Wende restauriert. Nach 1990 erfolgte zudem die schrittweise Bebauung von brachliegenden Flächen mit modernen Wohnhäusern und Einkaufspassagen. Teile der Lockwitzer Straße blieben jedoch unbebaut. So dient der Hugo-Bürkner-Park am südlichen Ende der Straße seit seinem Ausbau als Flutbecken des Kaitzbachs dem Hochwasserschutz in Dresden.
Im Jahr 2007 wurden die Straßenbahnanlagen, Fahrbahnen sowie Ampeln und Straßenbeleuchtung an der Lockwitzer Straße zwischen Heinrich-Zille-Straße und Rayskistraße erneuert. Die Kosten der Kommune betrugen dabei rund 900.000 Euro.

## Verkehr
Die Lockwitzer Straße nimmt ihren Ausgang am Wasaplatz, einem Verkehrsknotenpunkt, der sowohl von verschiedenen Bahn- als auch Buslinien befahren wird.
Die Lockwitzer Straße selbst wird von den Straßenbahnlinien 9 und 13 sowie von den Buslinien 63 und 68 befahren. Direkte Haltepunkte auf der Lockwitzer Straße sind die Haltestellen Mockritzer Straße und Hugo-Bürkner-Straße. Der Abzweig der Bahnstrecke in die Hugo-Bürkner-Straße ist als Wendedreieck ausgeführt.

## Bebauung
Überblick
Die Lockwitzer Straße 1 bis 12 ist noch ein Ausläufer des Villenviertels in Strehlen, wobei nicht alle Bauten unter Denkmalschutz stehen. Es folgen mit den Bauten Lockwitzer Straße 3 bis 7 sowie 14 bis 26 denkmalgeschützte Wohnhäuser der Zeit um 1900 in geschlossener Bebauung, die sowohl im Jugendstil als auch im Stil der Neurenaissance gehalten sind und reichen plastischen Schmuck haben.
Die geschlossene Bebauung geht schließlich auf der Lockwitzer Straße 31 bis 67 in offenere Genossenschaftswohnungsbauten über, die in den 1920er-Jahren errichtet wurden und die Bombardierung der Stadt unbeschadet überstanden. Die Bauten ab der Lockwitzer Straße 71 gehören bereits zur sogenannten Postsiedlung, die sich weiter in Richtung Dohnaer und Teplitzer Straße erstreckt und Ende der 1920er-Jahre erbaut wurde. Neubebauungen aus der Zeit nach 1990 befinden sich vor allen Dingen unweit des Wasaplatzes und beherbergen im Erdgeschoss Geschäftsräume und Einkaufsläden.
Einzelbauten

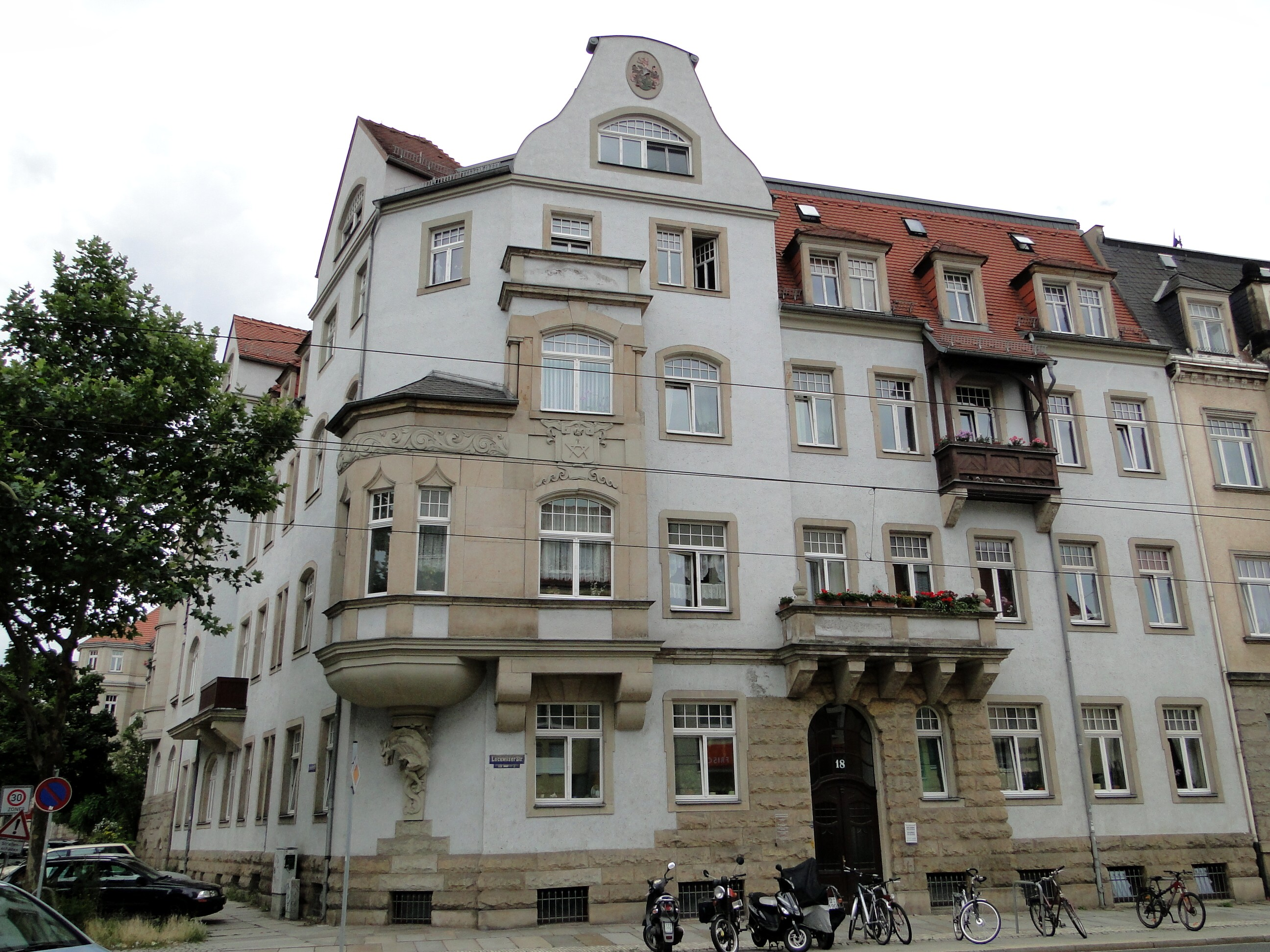
Lockwitzer Straße 18

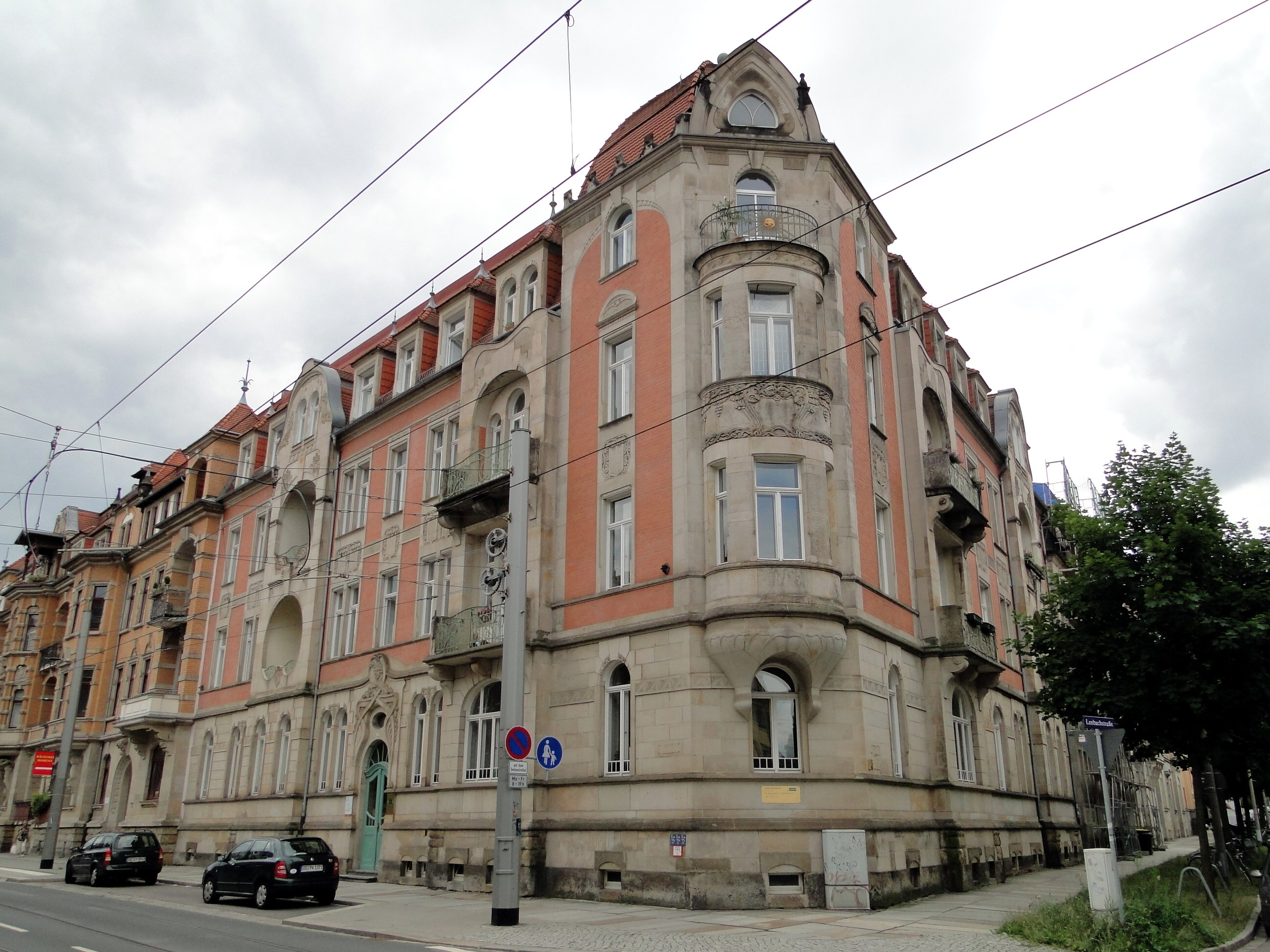
Lockwitzer Straße 20

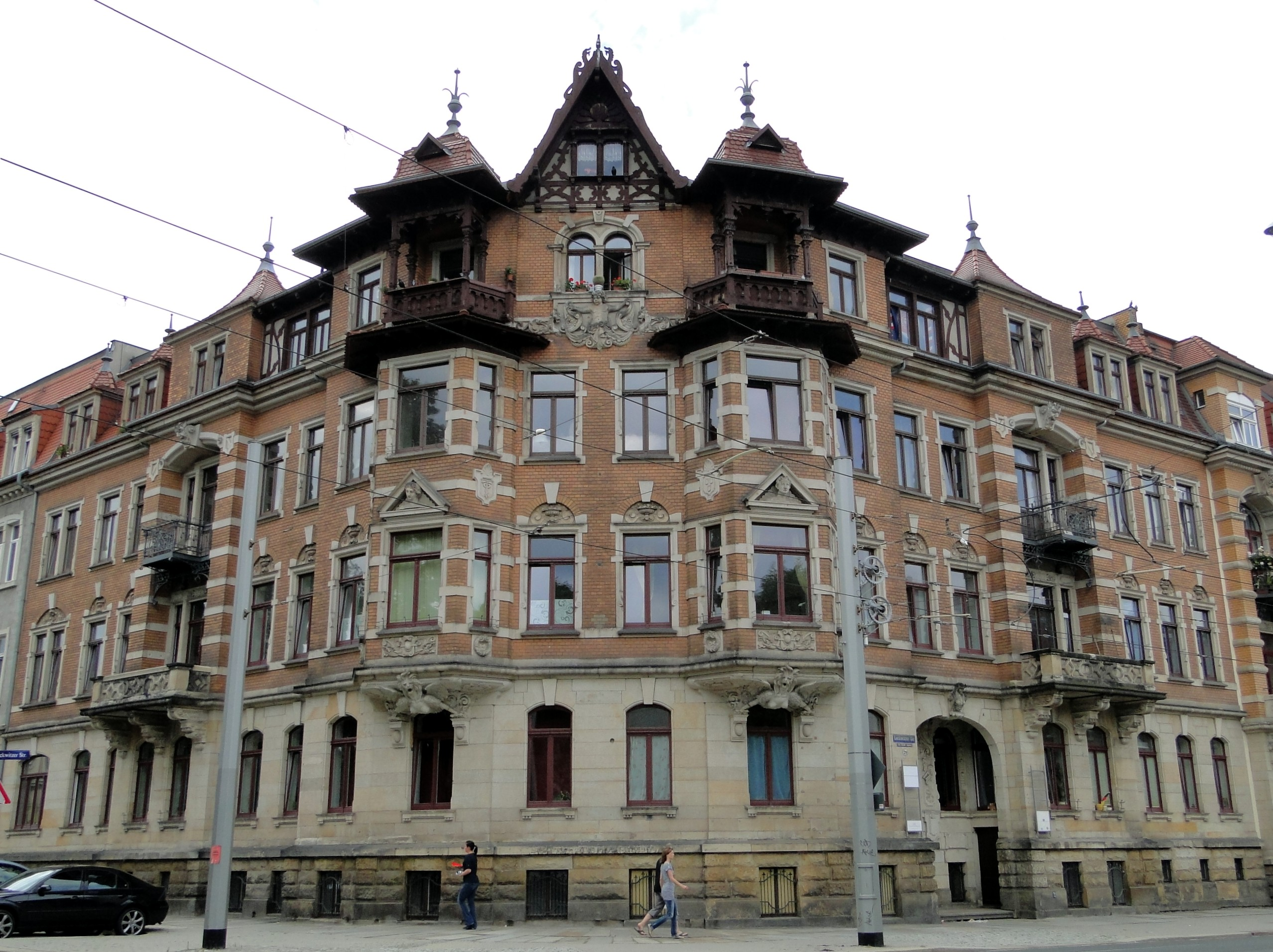
Lockwitzer Straße 26

Die Wohnhäuser Lockwitzer Straße 14 und 16 wurden 1905 von Schlossermeister Franz Wagenlöchter aus Dresden-Neustadt nach Plänen seines Bruders Wilhelm erbaut. Beide Gebäude sind dreigeschossig. Das Dachgeschoss wurde ausgebaut. Bemerkenswert sind „[d]ie für Dresdner Verhältnisse recht ausgefallenen Fassaden der Wohnhäuser“, so ist die Gestaltung des Eingangsbereiches Nummer 14 mit darüber befindlichem Balkon und Konsolen bemerkenswert; die Fassade zeigt Porträtreliefs. Ein Gutachten der Dresdner Baupolizei beanstandete ausschließlich die Dimensionierung und die Gestaltung der Dachaufbauten, die zum Beispiel am Haus Nr. 16 mit Ranken im Jugendstil geschmückt sind. Der Gestaltungsstil wurde jedoch von dem Amt akzeptiert und das Gebäude am 8. Dezember 1904 in dem Gutachten als zulässig betrachtet. Die Baugenehmigung wurde am 11. Februar 1905 erteilt. Am 5. Juni 1905 erfolgte nach viermonatiger Bauzeit die Bauabnahme.
Das Wohnhaus Lockwitzer Straße 18 entstand ebenfalls im Jugendstil. Das Gebäude ist ein dreigeschossiges Eckhaus. Die Entwürfe lieferte der Baumeister Carl Krebs, der am Terrassenufer 4 in Dresden wohnte. Die Ausführung wurde von der Firma Germeier & Co übernommen, die die Baustelle am 26. Juni 1902 erworben hatte. Das Haus wurde 1945 bei der Bombardierung beschädigt und verfiel bis in die 1990er-Jahre. Erst nach Mitte der 1990er-Jahre wurde es denkmalgerecht renoviert. Sowohl die Risalite als auch die Eckabschrägung zeigen nach oben abschließende Giebel. Im Giebel zur Lockwitzer Straße prangt ein farbiges Wappen mit Löwe und Blumendekor. Bemerkenswert ist die aufwändige Sandsteinfassade mit der Figur eines Drachen als Konsole des Eckerkers.
Der Jugendstilbau Lockwitzer Straße 20 wurde 1904 von Robert Goldschmidt für seinen Bruder Conrad Goldschmidt erbaut. Dieser war Architekt und Inhaber eines Bauunternehmens. Das Gebäude wurde als dreigeschossiges Eckhaus in geschlossener Bauweise errichtet, wobei an der abgeschrägten Ecke ein türmchenartiger Aufbau geplant war, jedoch nicht umgesetzt wurde. Die Fassade ist mit Risaliten gegliedert, die zum Teil mit einem Giebel abschließen. Dort sind unterschiedlich geformte Loggienöffnungen mit Balkonen und verschiedene Schmuckformen zu sehen. Die Fenstereinfassungen und Kartuschen in den Fensterbrüstungen („Fensterspiegel“) sind in Sandstein gearbeitet worden. Bemerkenswert sind die Gewände der Haustür mit einer „starkplastischen floralen Ornamentik“, die von einem Frauenkopf bekrönt ist.
Die dreistöckigen Wohnhäuser Lockwitzer Straße 22 bis 26 wurden im Stil der Neurenaissance erbaut und besitzen eine Klinkerfassade mit Elbsandsteinuntergliederungen.
Das Haus Nummer 22 weist kaum plastischen Schmuck auf und wird von zwei risalitartigen Erkern über alle drei Etagen dominiert. Bemerkenswert ist die Gestaltung des Treppenhauses. Durch die Haustür tritt man über das Entrée mit einigen Stufen nicht direkt ins Treppenhaus, sondern sieht auf die halbrund gebogene Wand eines weiteren Vorraums. Diese ist mit Spiegeln verblendet, über denen sich ein farbiges Wandgemälde befindet. Dargestellt werden in einer arkadischen Landschaft spielenden und tanzende nackte Kinder. Nach links tritt man dann durch ein maurisch anmutendes Rundbogenportal in das eigentliche Treppenhaus.
Mit aufwändigem plastischem Schmuck ist das Haus Nummer 24 versehen, so wird der Erker von zwei reich geschmückten Konsolfiguren getragen: Die weibliche Figur ist halbnackt und wird von einem Tuch umschlungen; zu ihren Füßen jagt eine Katze eine Maus. Die muskulöse männliche Figur ist mit einem Lendentuch gekleidet und trägt einen Hammer. Zu seinen Füßen befindet sich ein Amboss, auf dem ein Eichhörnchen mit Nuss sitzt.
Das dreigeschossige Eckgebäude Nr. 26 entstand als Mehrfamilienmietshaus kurz nach 1900. Es hat einen rustizierten Sockel und ist im Erdgeschoss mit Sandstein und in den Obergeschossen mit Klinker verblendet. Die Fassade zur Lockwitzer Straße ist repräsentativ in Formen der Neurenaissance gestaltet, während die Hofseite schlicht gehalten ist. Die Eckgestaltung des Hauses ist aufwändig: Sie zeigt zwei Erker, deren Konsolen je eine Harpyie ziert. Die Erker bilden im dritten Geschoss Balkone und schließen in kleinen Türmchen ab. Zwischen ihnen liegt ein spitzer Giebel mit Fachwerk. Im Treppenhaus des Gebäudes haben sich Fenster im Jugendstil erhalten.

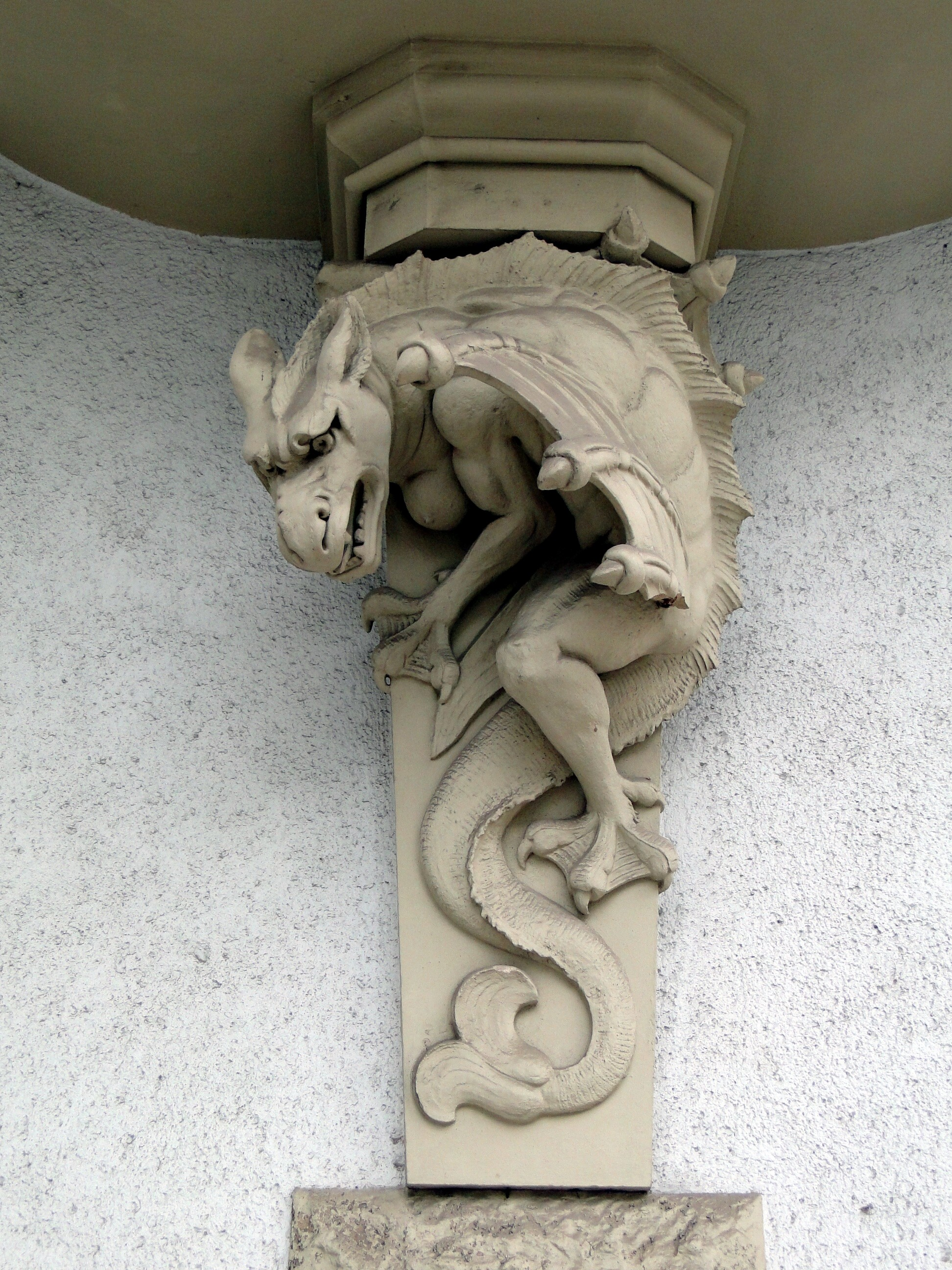
Haus Nr. 18: Drachenfigur am Erker
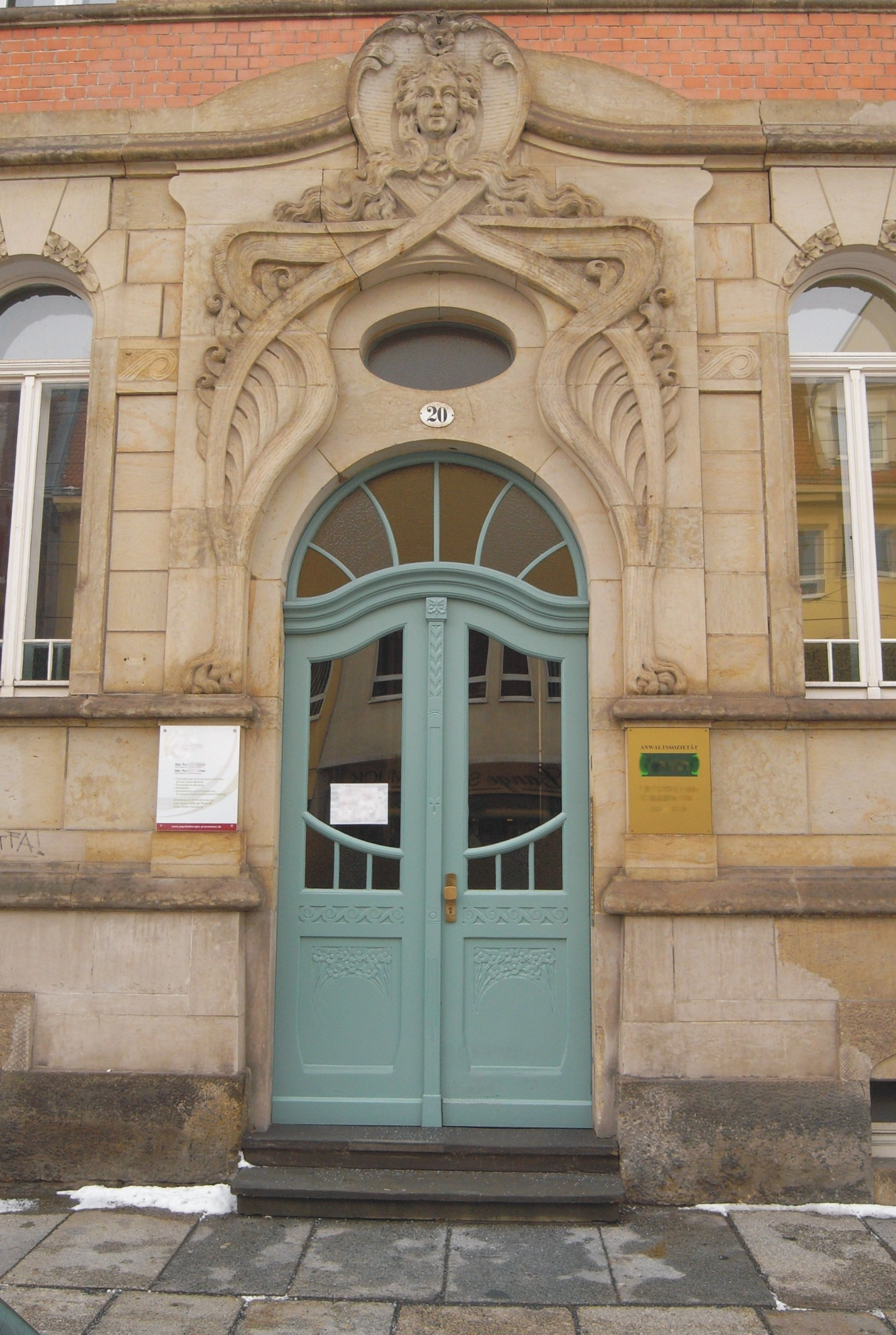
Haus Nr. 20: Portal
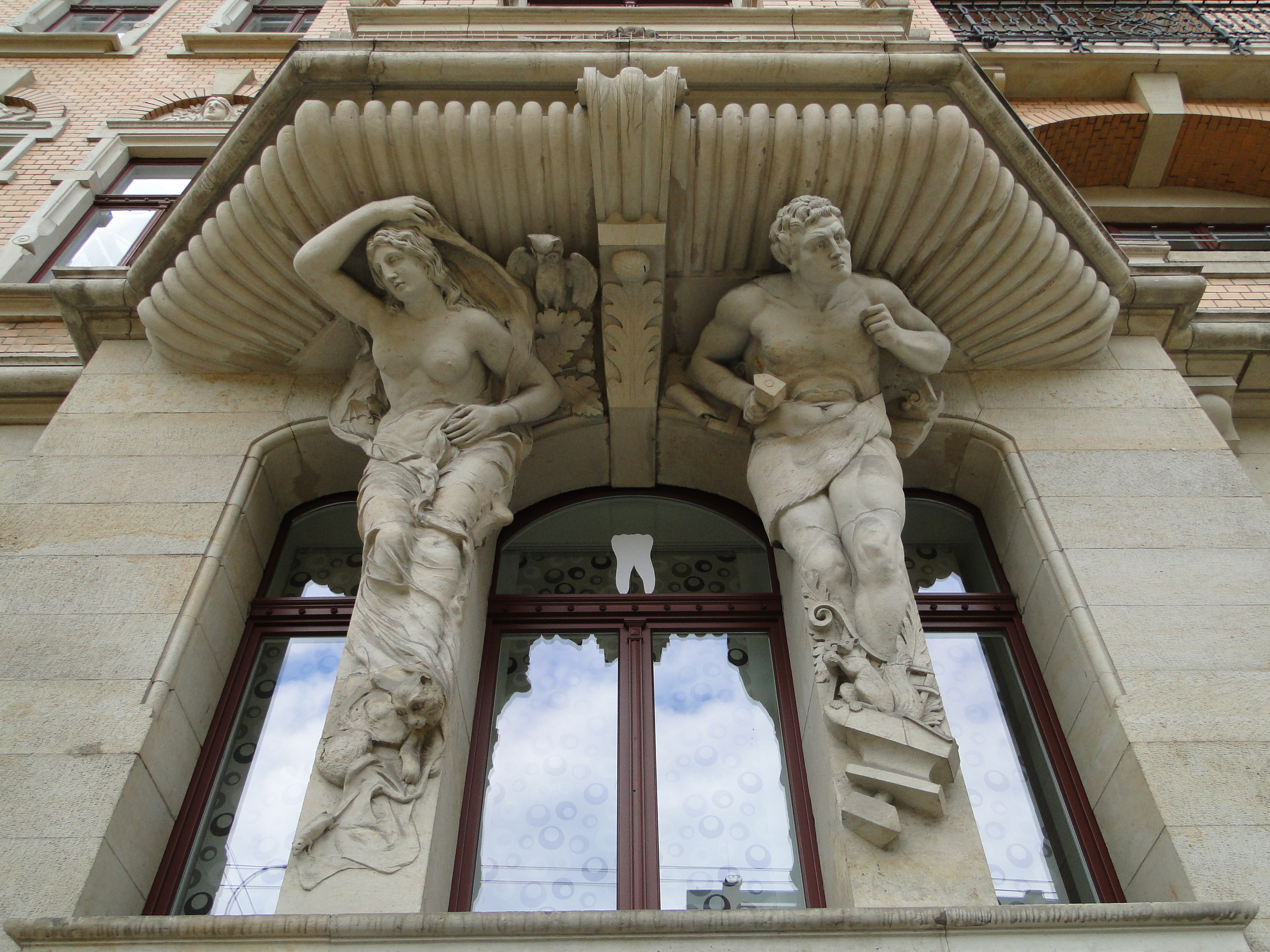
Haus Nr. 24: Figurengruppe unter einem Erker
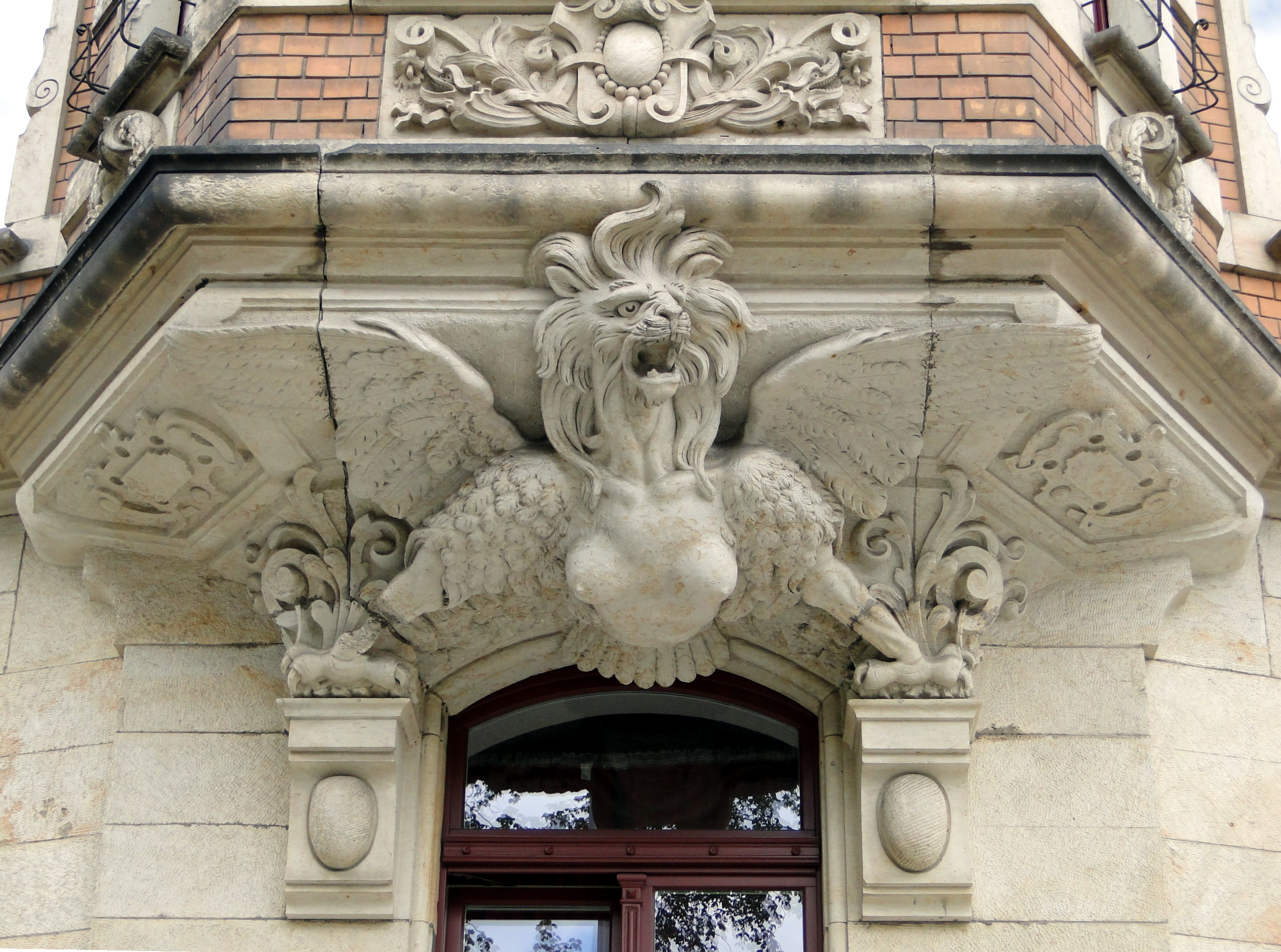
Haus Nr. 26: Harpye am Erker

Die Gebäude Nr. 31 bis 67 wurden von 1925 bis 1926 nach Entwürfen des Architekten Walter Seidler für den Allgemeinen Mietbewohnerverein in Dresden erbaut. Die Gebäude Lockwitzer Straße 71 bis 81 entstanden von 1927 bis 1928 von Paul Löffler als Teil der Strehlener Postsiedlung.